# Simon Murray (baron Murray de Blidworth)
Simon Peregrine Gauvain Murray, baron Murray de Blidworth, né le 2 août 1974, est un avocat britannique et parlementaire du Parti conservateur.

## Famille et biographie

Anciennes armoiries de la famille Murray

D'ascendance écossaise d'une branche cadette éloignée des ducs d'Atholl, il étudie à l'université de St Andrews avant d'entrer en 2000 au barreau d'Angleterre pour y pratiquer le droit public au 39 Essex Chambers.
Il est élu conseiller du Quartier Newstead Abbey au Gedling Borough Council dans le Nottinghamshire depuis 2019 jusqu'à 2022. Nommé ministre d'État à l'Intérieur,, le 21 octobre 2022, il est ensuite créé pair à vie pour siéger à la Chambre des lords, portant le titre de baron Murray de Blidworth. 
À l'église du Temple, le 4 octobre 2007, Murray se marie avec Amelia May Beaumont (née le 12 novembre 1983), dont issus deux enfants.
Petite-fille du baron Beaumont de Whitley, la baronne est aussi arrière-petite-fille de la princesse May de Teck.